# Synagogue de Königstein im Taunus (1906-1938)

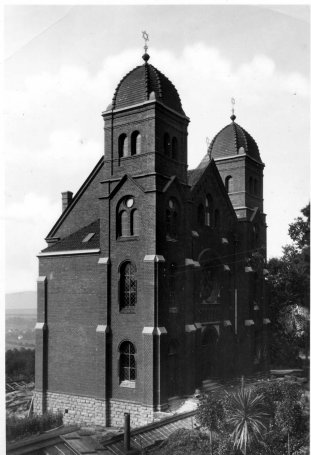
La synagogue de Königstein

La synagogue de Königstein, inaugurée en 1906, a été détruite en 1938 lors de la nuit de Cristal comme la plupart des autres lieux de culte juif en Allemagne.
Königstein im Taunus est une petite ville allemande, de l'arrondissement du Haut-Taunus, dans le district de Darmstadt (Land de Hesse) à environ 20 km au nord-ouest de Francfort-sur-le-Main et à 25 km au nord-est de Wiesbaden. Elle compte actuellement environ 15 800 habitants. 
La ville de Königstein im Taunus était avant la Seconde Guerre mondiale une station thermale attirant de très nombreux habitants de Francfort et parmi eux une grande quantité de Juifs. 

## Histoire de la communauté juive

### La communauté au Moyen Âge
Au Moyen Âge, les familles juives qui habitent Königstein, ainsi que celles du village voisin de Falkenstein distant de seulement 2 km, dépendent de la communauté juive de Kronberg im Taunus à environ 4 km, dont ils utilisent les installations. Dès la fin du XIIIe siècle, il est fait mention de Juifs installés dans la ville appartenant à la seigneurie de Falkenstein, qui obtiendra en 1313 ses droits de cité. En 1294, les familles juives sont mises en gage par Adolphe de Nassau à Werner de Falkenstein-Münzenberg. Jusqu'en 1310, plusieurs documents attestent de la présence de Juifs en ville, puis pour des raisons inconnues, il n'y a plus aucune mention de présence juive pendant une période assez longue. Peut-être se sont-elles installées à Francfort, où sont mentionnés en 1328 un Vivelin de Königstein, en 1346 un Seld et en 1347 un Thamar de Königstein. Ce n'est que dans la première moitié du XVe siècle, que des Juifs sont de nouveau signalés à Königstein, lors du paiement de l'impôt impérial du couronnement en 1434. 

### La communauté moderne jusqu'à l'avènement du nazisme
L'émergence de la communauté moderne remonte aux XVIIIe et XIXe siècles. En 1730, on compte 6 habitants juifs, 15 en 1750, 13 en 1770 et 9 en 1790. Leur nombre ne va que très progressivement augmenter au cours du XIXe siècle: en 1802, il y a 11 habitants juifs, 32 en 1825, 53 en 1843 et 60 en 1870, répartis en 19 familles, et représentant 4,3% de l'ensemble de la population de Königstein de 1 411 habitants. En 1885 on compte 53 Juifs à Königstein, 56 en 1895 ainsi qu'en 1900. Le maximum est obtenu au début du XXe siècle, avec 65 habitants juifs en 1905 et 76 en 1925, représentant 2,6% de la population totale de 2 903 personnes. 
Jusqu'au début du XIXe siècle, les habitants juifs de Königstein et de Falkenstein dépendent de la communauté juive de Kronberg. À partir de 1807, les Juifs de Königstein et de Falkenstein créent leur propre communauté indépendante, basée à Falkenstein. À l'époque trois familles juives vivent à Königstein et huit à Falkenstein.  Dans la seconde moitié du XIXe siècle, de nombreuses familles juives de Francfort s'installent à Königstein, qui en 1868 devient la communauté principale, avec environ une centaine de membres, en regroupant les bourgs de Falkenstein et Neuenhain. En 1908, la communauté juive de Kronberg est dissoute et ses membres sont rattachés à celle de Falkenstein et Königstein pour former la Communauté israélite de Königstein.
La communauté possède une synagogue, une école juive et un Mikve. Les morts sont initialement enterrés au cimetière juif de Kronberg, puis à partir du début du XIXe siècle au cimetière juif de Falkenstein. Pour les offices, la communauté engage un enseignant pour les cours de religion qui sert aussi de Hazzan (chantre) et de Shohet (abatteur rituel). 
Jusqu'au début du XIXe siècle, la majorité des familles juives vivent du commerce de quincaillerie et de bétail. En 1900, on compte un hôtel-restaurant juif, un sanatorium,  des commerces et des boucheries détenus par des familles juives. Sigmund Henlein exploite une ferme.
De nombreuses familles juives de Francfort passent leurs vacances à Königstein pour y suivre des cures, profitant de la présence de nombreux hôtels et restaurants cachers. Parmi les familles connues, on peut citer la famille du baron von Rothschild plus précisément de Goldschmidt-Rothschild qui possède la somptueuse Villa Rothschild, et dont les réceptions fastueuses attirent la noblesse et la haute finance allemandes et étrangères.
« Dans la villa du baron Willy von Rothschild à Königstein im Taunus un repas de gala a été organisé le 8 de ce mois à midi, auquel ont participé l'impératrice Friedrich [la reine Victoria] avec sa suite et le prince de Galles. Après le repas, les monarques ont planté un arbre dans le parc des Rothschild. »
Parmi les autres personnalités juives séjournant régulièrement à Königstein, on peut citer les banquiers et hommes d'affaires Sigismund Kohn-Speyer et Ludwig Albert Hahn, le propriétaire de grands magasins Hermann Wronker, l'avocat Julius Blau, la famille de l'économiste Richard Musgrave.  En raison de la proportion élevée de curistes d'origine juive, Königstein est désignée par les antisémites sous le nom de Judenkurort (station thermale des Juifs), terme abondamment repris par les nazis. 
Pendant la Première Guerre mondiale, la communauté perd au front deux de ses membres. 
En 1925, la communauté compte environ 75 personnes soit 1,4% de la population totale de la ville d'environ 3 000 habitants. Les responsables de la communauté sont Siegmund Henlein, Adolf Heß et L. Wreschner de Francfort. La communauté dépend du rabbinat de district de Wiesbaden. En 1932, juste avant l'arrivée au pouvoir des nazis, la communauté compte 75 membres dont 20 de Kronberg et 15 de Falkenstein. Les responsables sont  Adolf Heß (restaurateur et maître-boucher), Wilhelm Gemmer et Sally Strauß. La supervision de la cacherout est assurée par le rabbin D. Hofmann de Francfort. Depuis 1929, l'enseignant, officiant et Shohet est Siegfried Wetzler qui donne, pendant l'année scolaire 1932-1933, des cours de religion à sept enfants d'âge scolaire.  

### La période nazie
Après 1933, les familles juives fuient la ville en raison du boycott des magasins et entreprises juives, de la perte de leurs droits civiques et de nombreux actes de violence, afin de se réfugier dans les grandes villes allemandes ou émigrer principalement aux États-Unis ou en Palestine. En 1933, il y a 17 familles juives représentant 73 personnes. En 1937, il n'y a plus que 20 Juifs à Königstein.     
Lors de la nuit de Cristal du 9 au 10 novembre 1938, la synagogue est incendiées et plusieurs maisons juives sont pillées et saccagées. La villa Rothschild est sur instruction du bourgmestre Müllenbach encerclée par le Reichsarbeitsdienst et protégée de la destruction. La maison doit d'après les plans de Müllenbach servir de maison de cure. C'est, entre autres, à la suite de cette décision personnelle que Müllenbach sera démis de ses fonctions le 1er juin 1939. 
Si en 1937, 24 pensions de famille sont encore détenues par des Juifs, en 1938, la gazette locale peut signaler que les 54 auberges et pensions de la ville ne sont pas dirigées par des Juifs. 
Le sanatorium Dr Kohnstamm appartenant à des Juifs est exproprié en 1939. Les derniers habitants juifs de Königstein sont déportés en septembre 1942 au camp de concentration de Theresienstadt.
Le mémorial de Yad Vashem de Jérusalem et le Gedenkbuch - Opfer der Verfolgung der Juden unter der nationalsozialistischen Gewaltherrschaft in Deutschland 1933-1945 (Livre commémoratif – Victimes des persécutions des Juifs sous la dictature nazie en Allemagne 1933-1945) répertorient 32 habitants nés, ou ayant vécu longtemps à Königstein parmi les victimes juives du nazisme.

## Histoire de la synagogue
On n'a aucune information sur les institutions médiévales de la communauté. 
Au XVIIIe siècle, les Juifs de Königstein utilisent la synagogue de Kronberg, et depuis le début du XIXe siècle, celle de Falkenstein. Avec l'accroissement de la population juive, des offices sont tenus dans une salle de prière à Königstein même, probablement dès 1837, mais certainement avant 1848, malgré une interdiction gouvernementale à l'époque des Winkelgottesdienst (Offices dans un coin – offices non officiels). La maison où ont lieu ces offices est selon toute vraisemblance le bâtiment du Mikve (bain rituel) situé au 15 Gerichtsstraße (actuellement: Rentgasse). Le Mikve existe toujours et a été restauré. Ce bâtiment a été acheté en 1837 par les Juifs de Königstein officiellement pour en faire uniquement un bain rituel. Mais dès l'achat, le bâtiment sert, d'après le registre du cadastre incendie de 1838 aussi d'école. En 1880-1881 le bâtiment est enregistré dans le registre des impôts fonciers comme synagogue, mais d'autres sources officielles, comme le registre du cadastre incendie de 1870 ne mentionne qu'établissement de bains, et celui de 1875 qu'établissement de bains et logement. Une étude a été réalisée en avril 1992 sur les différentes couches de peinture des mansardes de la partie sud-est du bâtiment. Elle a montré que sur les 15 couches présentes, les couches 4 à 8 étaient de couleur bleue, couleur normalement utilisée pour le plafond des synagogues. 

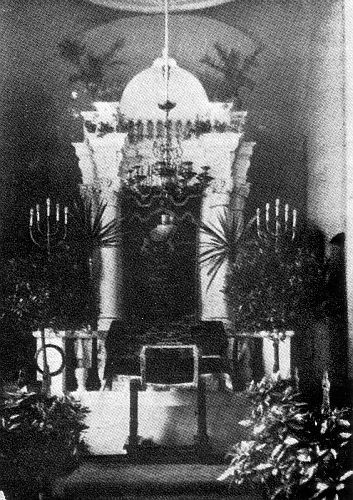
Intérieur de la synagogue

Dès 1861, les familles juives de Königstein cherchent à disposer d'une nouvelle synagogue séparée, afin d'accueillir plus dignement les nombreux visiteurs et curistes juifs qui se rendent l'été à Königstein. En 1869, un premier terrain à bâtir peut être acquis avec le soutien de Sigismund Kohn-Speyer, citoyen d'honneur de Königstein. Cependant, les négociations durent jusqu'en 1900, en raison de l'absence de financement nécessaire pour la construction du bâtiment. Finalement, un nouveau terrain est acquis au 9-11 Seilerbahnweg, et l'ancien terrain est vendu.  
Grâce à un don de 50 000 marks de la baronne Mathilde von Rothschild, la construction de la synagogue peut débuter d'après les plans de l'architecte de Cologne, Sigmund Münchhausen (de), qui a déjà construit les synagogues de Höchst-sur-le-Main et celle d'Osnabrück. Le bâtiment en brique se compose de deux tours, avec un intérieur élevé et lumineux. La salle de prière possède 72 places pour les hommes et 34 pour les femmes. Le suivi de la construction est assuré par l'architecte de Königstein, Jakob Ohlenschläger. Au sous-sol du bâtiment est installé un Mikvé (bain rituel). L'inauguration de la synagogue le 13 septembre 1906 est décrite dans le magazine juif Allgemeine Zeitung des Judentums :
« Le 13 de ce mois, a eu lieu l'inauguration de notre synagogue. Elle a commencé par un office d'adieu à Falkenstein où se trouvait l'ancienne synagogue. Suivant le cérémonial solennel, les rouleaux de Torah ont été retirés de l'Arche Sainte de l'ancienne synagogue et amenés en procession à Königstein. En tête venait une fanfare, suivie du chœur de la synagogue de Francfort, ensuite les responsables de la construction, puis le rabbin du district et le chantre, les porteurs de Torah, les responsables de la communauté et les invités d'honneur, les membres de la communauté juive à laquelle s'étaient joints de nombreux coreligionnaires dont certains venaient de loin. Les associations de Königstein et de Falkenstein suivaient la procession avec leur drapeau. 
L'inauguration suivit avec les chants du chœur de la synagogue de Francfort, l'allumage de la lampe éternelle, le défilé et la présentation des rouleaux de Torah. Ensuite le rabbin du district, Dr Silberstein, prononça son sermon qu'il termina par une prière pour la famille impériale. 
La célébration a réuni les représentants de l'administrateur du district en congé, les autorités municipales de Königstein, le conseil municipal de Falkenstein, le pasteur de l'église protestante, Mr Bender et bien d'autres. Le concepteur de la synagogue est l'architecte Münchhausen de Cologne. D'une façon généreuse, la baronne W. C. von Rothschild, a contribué par un don non négligeable à la construction de la synagogue. Dans la soirée, un banquet s'est tenu dans la salle Procasky, auquel ont participé les conseillers et magistrats de la ville, le pasteur Dr Elsenheimer et beaucoup d'autres. 
Les décorations dans toute la ville témoignent de la bonne entente de la population de toutes les confessions. Puisse cette tolérance continuer de façon permanente. »
La synagogue ne restera que pendant 32 ans le centre de la vie cultuelle et culturelle de la communauté juive de Königstein. Le 12 septembre 1931, les 25 ans de la synagogue ne sont commémorer par la communauté juive de Königstein qu'avec un office et un sermon, car les considérations économiques nous obligent à renoncer à une cérémonie officielle. 
Lors de la nuit de Cristal,  du 9 au 10 novembre 1938, l'intérieur de la synagogue est saccagé puis le bâtiment incendié. Les ruines sont dégagées en 1939 par le bataillon du génie 9 en partie aux dépens de la ville de Königstein. Seuls sont restés les murs d'enceinte au niveau du rez-de-chaussée. 
Après 1945, a été construite une maison intégrant les murs d'enceint de la synagogue.     

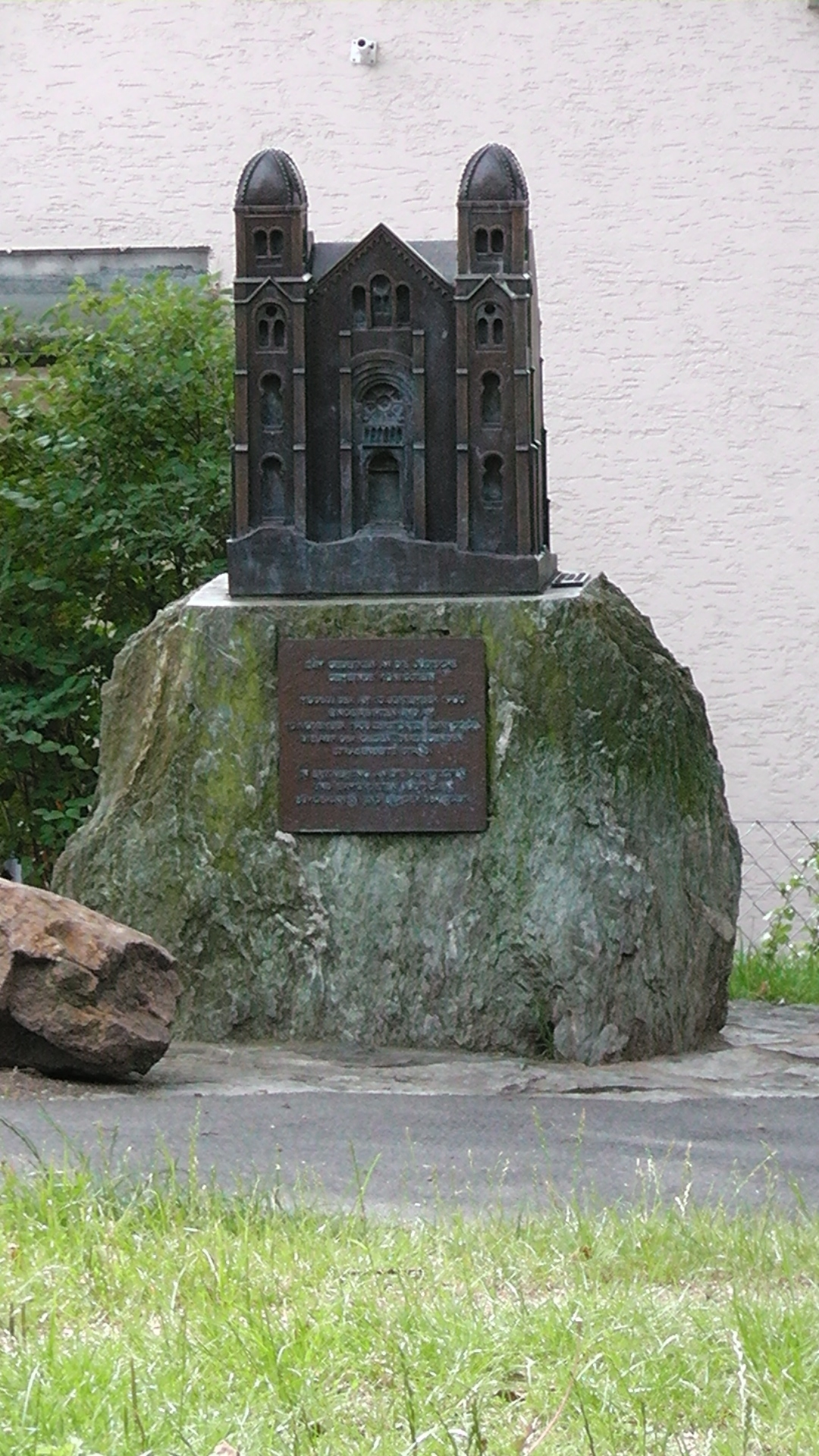
Maquette en bronze de la synagogue détruite servant de mémorial

## Commémoration
En 1978, une plaque commémorative est apposée à l'endroit où s'élevait la synagogue avec le texte suivant en allemand:
«  Hier stand ab 1906 eine Synagoge, zerstört am 9 November 1938.
 Zum Gedächtnis an die damals verfolgten jüdischen Mitbürger gestiftet
 von Christen beider Konfessionen und Bürgern von Königstein 1978

(Ici s'élevait depuis 1906 une synagogue, détruite le 9 novembre 1938.
 À la mémoire de nos concitoyens juifs persécutés à l'époque,
 de la part des Chrétiens des deux confessions et habitants de Königstein - 1978) »
En 1996, pour les 90 ans de l'inauguration de la synagogue un monument commémoratif, avec un modèle en bronze de la synagogue, est érigé dans le parc thermal avec vue sur l'emplacement de la synagogue détruite. À cet endroit se déroule chaque année en novembre, une cérémonie de l'Association pour la coopération judéo-chrétienne à la mémoire des martyrs juifs de Königstein,.      
Le 18 novembre 2013, 18  Stolpersteine (pierre qui fait trébucher) ou pierre du souvenir, ont été encastrées dans la chaussée devant la dernière demeure de 18 victimes du nazisme,. Elles mentionnent le nom, le prénom de la victime et si elles sont connues sa date de naissance et de décès. Les Stolpersteine ont été lancées par l'artiste Gunter Demnig de Cologne, afin de pouvoir mettre un nom sur les victimes et pour ne pas les oublier. Gunter Demnig se déplace généralement pour effectuer la pose des Stolpersteine. En mars 2015, 22 autres pierres ont été déposées. 